# Воздвиженское (Сергиево-Посадский район)
Воздви́женское — село в Сергиево-Посадском городском округе Московской области России. Расположено в 50 километрах от Москвы.

## Население
| 1859 | 1886 | 1890 | 1899 | 1926 | 2002 | 2006 | 2010 |
| ---- | ---- | ---- | ---- | ---- | ---- | ---- | ---- |
| 153  | ↘128 | ↗176 | ↘98  | ↗200 | ↘110 | ↘82  | ↗108 |

## История
Согласно археологическим данным, история села восходит к началу XIV века. Его владельцами являлись великие московские князья, цари, императоры и императрицы. Название села произошло от церкви Воздвижения Креста Господня, построенной при царском путевом дворце, которых было по дороге из Москвы в Троицкий монастырь пять: в Алексеевском, Тайнинском, Братовщине, Воздвиженском, у стен Троицкого монастыря (цари ходили по этому пути пешком).
Несколько раз Воздвиженское становилось ареной важных исторических событий. Первое из них — Хованщина. После смерти в 1682 году царя Фёдора Алексеевича, который не оставил наследника, престол должен был перейти к 16-летнему Ивану — сыну первой жены Алексея Михайловича, покойной царицы Марии (в девичестве Милославской). Боярская дума поспешно вопреки обычаю объявила царем 10-летнего Петра — сына второй жены Алексея Михайловича, вдовствующей царицы Натальи Кирилловны (в девичестве Нарышкиной). Но сторонники Милославских подбили стрельцов и выборных солдат восстать 15 мая 1682 г., утверждая что царевич Иван убит Нарышкиными. Позже Милославские свалили вину за бунт на князя Ивана Андреевича Хованского, знаменитого полководца любимого народом. В ходе стрелецко-солдатского бунта погибли некоторые представители знати, в том числе боярин Артамон Матвеев и дяди десятилетнего Петра I Афанасий и Иван Нарышкины. В итоге на престоле оказались оба: и Иван, и Петр, а регентшей и фактической правительницей стала их старшая сестра — царевна Софья Алексеевна.
Князь Иван Андреевич Хованский был назначен главой Стрелецкого приказа, так как имел большое уважение у стрельцов и мог удерживать их в повиновении. Он пытался отстаивать их интересы перед правительством. Также, имея сочувствие к старообрядцам, князь старался выдерживать умеренную линию между ними и официальной церковью. В результате отношения между ним и царевной Софьей, патриархом Иоакимом и многими боярами резко обострились.
В сентябре 1682 года царский двор выехал из Москвы в Коломенское, а далее окольными путями, минуя Москву, в обход двинулся в Троице-Сергиеву лавру. 17 сентября царевна Софья праздновала в Воздвиженском именины, куда прибыли многие бояре. Замышляя расправу над Хованскими, царевна коварно потребовала от них прибыть на торжественную встречу сына гетмана Самойловича, намеченную на 18 сентября. Князь Хованский с сыном Андреем выехали на встречу, не желая доводить дело до открытого противостояния. Для их поимки из Воздвиженского был отправлен князь Лыков. Иван Андреевич Хованский был внезапно захвачен в селе Пушкино, а его сын Андрей — около Братовщины. Схваченные Хованские немедленно были доставлены в Воздвиженское к путевому дворцу, где их ожидала расправа. После прочтения приговора, в котором их ложно обвиняли в стремлении истребить царский род и захватить власть, им не дали слова для оправдания и сразу же отсекли головы на площади перед дворцом. За отсутствием палача их вершил стремянной стрелец. Тела казненных было не разрешено погребать: их просто затоптали в болотистые берега реки Вори. Впоследствии возникла местная легенда, что казненные отец и сын Хованские ночами поднимаются из болота и, держа в руках отрубленные головы, выходят на дорогу, умоляя путников и проезжающих о христианском погребении.
Через несколько лет Воздвиженское вновь стало ареной схватки русских правителей борьбе за власть. В 1689 году, когда семнадцатилетний Петр предъявил свои права на престол, началась борьба между юным царем и его старшей сестрой — Софьей, которая на этот раз была здесь унижена. Опасаясь Софьи и тайно уехав из Преображенского, молодой государь укрылся за стенами Троицкого монастыря. В Троицу потянулись и его сторонники — потешные войска, стрелецкий полк под командованием Л. П. Сухарева и другие. Софья не смогла поднять восстание против Петра и выехала в сторону Троице-Сергиева монастыря на переговоры, которые проходили в путевом дворце, находившемся в Воздвиженском. Софья потребовала, чтобы Петр вернулся в Москву, но он не согласился, вполне обоснованно не доверяя ей. Вместо этого спродвижники Петра арестовали Софью и отправили в Москву, в Новодевичий монастырь, где она была пострижена в монахини под именем инокини Сусанны.
До 1994 года Воздвиженское было центром Воздвиженского сельсовета, в 1994—2006 годах — центром Воздвиженского сельского округа. В 2006—2019 годах входило в состав сельского поселения Лозовское.

## Достопримечательности
Кроме Крестовоздвиженского храма к числу наиболее известных туристических объектов относится дом, украшенный резьбой, который находится при выезде из Воздвиженского на Ярославское шоссе.
В 2009 году была построена в традициях северной деревянной архитектуры и освящена крестильная часовня Кронида Радонежского (Любимова) (расстрелянного в 1937 году на Бутовском полигоне).
Рядом с храмом создается Музей северорусской курной избы, где собрано несколько ценных памятников деревянного зодчества. В селе по инициативе настоятеля Крестовоздвиженского храма о. Андрея Крашенинникова ежегодно весной проходит Фестиваль традиционного русского пения.
Ежегодно в день памяти преп. Сергия Радонежского из Воздвиженского совершается Крестный ход в соседний Радонеж (18 июля), а 8 октября прихожане Воздвиженского присоединяются к Крестному ходу «Тропой преподобного Сергия» в Троице-Сергиеву Лавру, идущему через Покровский Хотьков монастырь
- Воздвиженское. Музей северорусской курной избы
- Воздвиженское. Музей северорусской курной избы
- Воздвиженское. Восстановленная северорусская курная изба из Архангельской области
- Фестиваль традиционного русского пения в Воздвиженском, май 2015
- Ансамбль Дмитрия Покровского на Фестивале традиционного русского пения в Воздвиженском, май 2015
- Крестный ход из Воздвиженского в Радонеж 18 июля 2009

## Церковь
Воздвиженская церковь сооружена из кирпича по заказу А. И. Мухановой в 1838, окончательно отделана в 1847 г. По ясности замысла и совершенству пропорций она может быть причислена к выдающимся произведениям московского ампира. Принципиально близка разработкам А. Г. Григорьева для Троицкой церкви в Ершове близ Звенигорода. Строительство велось под наблюдением архитекторов Д. Ф. Борисова и Ф. М. Шестакова по проекту 1834 г.

Центрическое здание, в плане близкое к квадрату, имеет исключительно редкую для своего времени композицию храма «под звоном». Массивный куб церкви с широко расставленными четырьмя столбами увенчан барабаном-звонницей и со всех сторон обработан небольшими портиками греко-дорического ордера. Портики восстановлены И. И. Вороновым в 1970 г. Для размещения придела церковь внутри имеет хоры с точеной балюстрадой, расположенные по периметру стен. Центральная часть храма перекрыта плоским куполом, хоры и барабан — ложными, выполненными в дереве сводами.
Благодаря хорам интерьер церкви получил светский характер зала с плоским потолком и прорывом в центре к парящему куполу. От внутреннего убранства остался главный резной иконостас конца XIX в. Орнаментальные росписи стен 1900-х гг. забелены. Пол из каменных плит.

## Известные уроженцы
- Гаганов, Алексей Георгиевич (1923—1989) — советский офицер, танкист, участник Великой Отечественной войны, Герой Советского Союза (1945).